# Wisconsin Progressive Party
Die Wisconsin Progressive Party war eine nur in Wisconsin tätige politische Partei in den Vereinigten Staaten. Sie wurde 1934 von Robert M. La Follette junior und Philip La Follette als Abspaltung der Republikanischen Partei in Wisconsin gegründet.

## Vorgeschichte
Im Jahr 1900 hatte Robert M. La Follette senior den progressiven Flügel innerhalb der Republikanischen Partei von Wisconsin gegründet. 1912 versuchte er eine Progressive Partei zu gründen, verlor die Kontrolle jedoch an Theodore Roosevelt, der zu seinem erbitterten Gegner wurde. Roosevelts Progressive Partei löste sich 1916 auf und 1924 gründete La Follette eine neue Progressive Party. Er trat im selben Jahr zu den Präsidentschaftswahlen an, trat er als Kandidat an, konnte jedoch nur die Wahlmänner Wisconsins gewinnen. Nach der Wahl 1924 verschwand die United States Progressive Party rasch von der Bildfläche. La Follette blieb bis zu seinem Tod im darauffolgenden Jahr als Republikaner im Senat der Vereinigten Staaten, zu seinem Nachfolger wurde 1925 sein Sohn Robert M. La Follette junior gewählt. Dieser führte zusammen mit seinem Bruder Philip innerhalb der Republikanischen Partei die Politik seines Vaters in Wisconsin fort, gründete die Zeitschrift The Progressive und setzte sich für Reformen ein. Er stand in Opposition von linker Seite gegen die Politik von Präsident Herbert Hoover und unterstützte 1932 den Wahlkampf des Demokraten Franklin D. Roosevelt. Philip La Follette gewann 1930 die republikanischen Vorwahlen in Wisconsin und wurde anschließend zum Gouverneur gewählt.

## Geschichte
1934 löste die von den Brüdern La Follette geführte Gruppierung das Band mit der Republikanischen Partei von Wisconsin und rief die Partei ihres Vaters auf einzelstaatlicher Ebene als Wisconsin Progressive Party (seltener auch Progressive Party of Wisconsin genannt) ins Leben zurück. Bei den Wahlen von 1934 errang die Partei einen überwältigenden Erdrutschsieg in Wisconsin. Philip La Follette, der als republikanischer Gouverneur 1932 zunächst abgewählt worden war, gewann nun als Kandidat der Progressiven die Gouverneurswahl. Robert La Follette wurde – nun nicht mehr als Republikaner, sondern als Kandidat der Progressiven – in den Senat der Vereinigten Staaten wiedergewählt.
1936 wurde Philip La Follette als Gouverneur wiedergewählt. Bei der Präsidentschaftswahl 1936 unterstützten die Progressiven die Wiederwahl von Franklin D. Roosevelt. Philip La Follette gründete im April 1938 in Madison die National Progressive Party, die jedoch USA-weit erfolglos blieb. Er unterlag 1938 bei den Gouverneurswahlen. Während der 1930er und 1940er Jahre konnte die Partei auch eine Reihe von Abgeordneten in das Repräsentantenhaus der Vereinigten Staaten entsenden. 
Bei den Wahlen 1940 schwächelte die Partei, Robert La Follette behauptete seine Mehrheit nur knapp. Nach der Auflösung der Wisconsin Progressive Party 1946 kandidierte er bei den Vorwahlen der Republikaner und unterlag gegen Joseph McCarthy.